# 斯托羅若韋
49°39′46″N 34°57′46″E / 49.66278°N 34.96278°E
斯托羅若韋（烏克蘭語：Сторожове），是烏克蘭中部的村莊，隸屬波爾塔瓦州的波爾塔瓦區。該村處於科洛馬克河右岸，分別距離布爾季2.5公里和新費多里夫卡7公里，海拔高度95米，2001年人口517。